# Janus Lauritz Andreas Kolderup Rosenvinge
Janus Lauritz Andreas Kolderup Rosenvinge (7 de noviembre de 1858 - 1939) fue un botánico y algólogo danés.
En 1888 obtiene su Ph.D. de la Universidad de Copenhague.
Desde 1900 es docente de Botánica en el "Politécnico Læreanstalt", y en 1916 profesor extraordinario de Botánica en la Universidad de Copenhague con enfoque sobre las spp. con esporas.
Llevó a cabo una serie de investigaciones sobre algas en aguas danesas y del Atlántico Norte.
Fue coeditor de la imponente obra de tres tomos Botánica de Islandia, junto con Eugenio Warming; y postmortem se realizaron dos tomos más.

## Honores
El género de alga Rosenvingea Børgesen se nombra en su honor.
- La abreviatura «Rosenv.» se emplea para indicar a Janus Lauritz Andreas Kolderup Rosenvinge como autoridad en la descripción y clasificación científica de los vegetales.[1]